# Carmen Pérez-Carballo Veiga
Carmen Pérez-Carballo Veiga és una política espanyola. Va ser diputada de la vuitena legislatura de l'Assemblea de Madrid.
Es va llicenciar en Medicina i Cirurgia i en dret per la Universitat Complutense de Madrid (UCM). Diplomada en criminologia per la UCM, també es va llicenciar en història per la Universitat Nacional d'Educació a Distància (UNED). Va treballar com a advocada laboralista, emprada a l'Ajuntament de Madrid, a l'OFICO i com a consultora a l'Agència Internacional de l'Energia a París.
Inclosa com a candidata al número 5 de la llista de per a les eleccions municipals de 2003 a Madrid, no va obtenir acta de regidora.
Inclosa com a número 12 de la llista d'Esquerra Unida de la Comunitat de Madrid per a les eleccions a l'Assemblea de Madrid de 2007, no va ser elegida diputada al parlament regional. No obstant això, va prendre possessió de l'escó de diputada de la viii legislatura de l'Assemblea de Madrid l'11 de novembre de 2010, després de la renùncia de Reyes Montiel.
Número 4 de la llista d'Esquerra Unida per Madrid de cara a les eleccions generals de 2011, no va obtenir escó.
Va ser un dels polítics que van acompanyar a Tania Sánchez en la seva sortida d'IUCM el febrer de 2015.
Va ser número 48 de la llista de Més Madrid per a les eleccions a l'Assemblea de Madrid de 2019.